# Tueeulala Falls
Tueeulala Falls é uma cachoeira localizada no Parque Nacional de Yosemite, Califórnia.

## Outros nomes
- Tu-ee-u-la-la
- Tueculala Falls